# Раритетна фауна Луганщини
Раритетна фауна Луганщини — види тварин, що внесені до «червоних переліків», у тому числі й «Червоної книги України» та регіонального червоного списку.
Раритетна фауна Луганщини включає понад 100 видів хребетних тварин та кілька десятків видів безхребетних тварин.

## EDGE-види[1]

Щипавка сибірська (Cobitis melanoleuca)

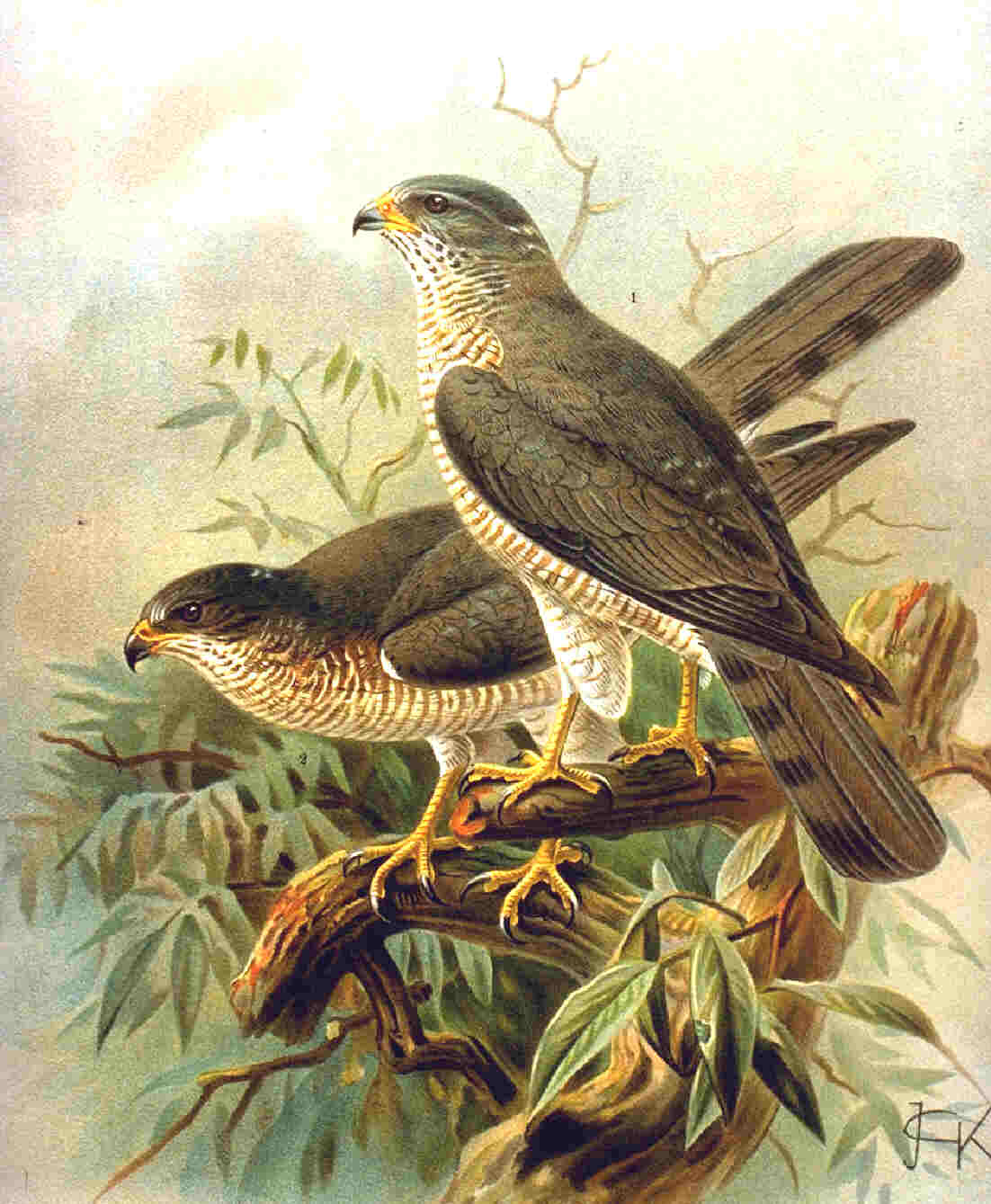
Яструб коротконогий (Accipiter brevipes)

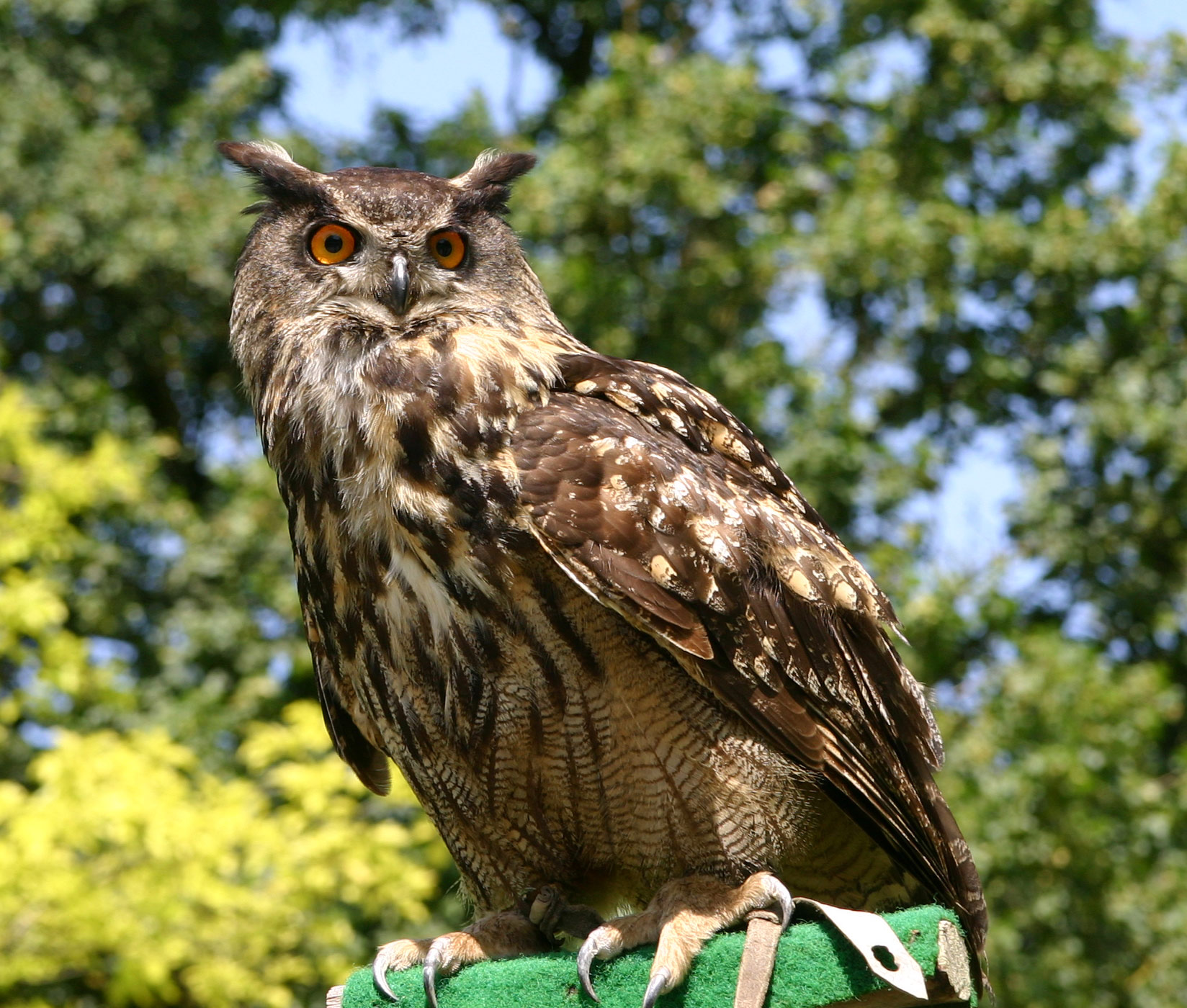
Пугач звичайний — (Bubo bubo)

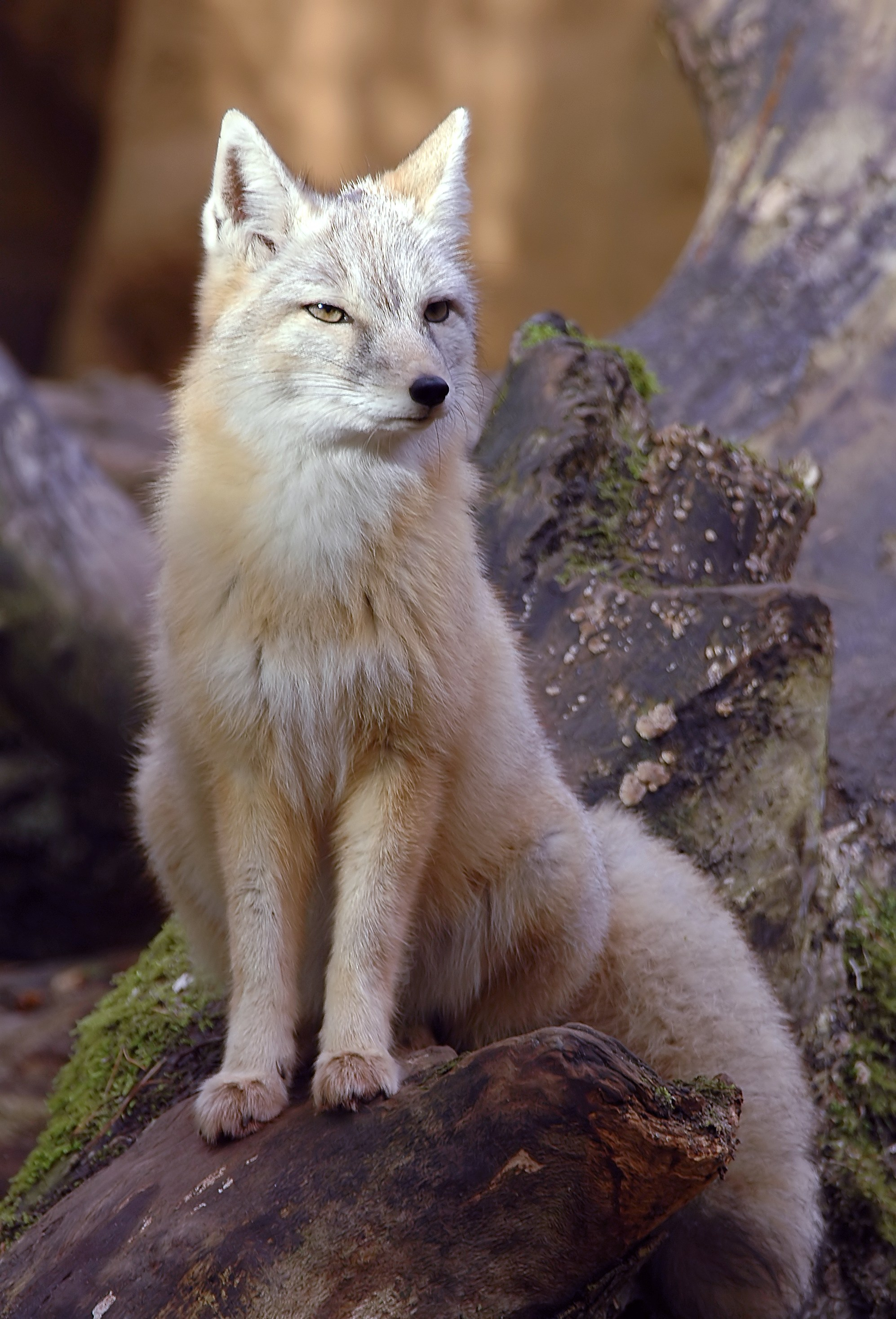
Лис корсак, або лис степовий (Vulpes corsac)

Найважливішу частину раритетного переліку складають види, що внесені до Червоних переліків вищого рангу (ЧКУ, МСОП) і поширені в Україні виключно на території Луганщини або переважно на території області і обмежено в суміжних областях України.
Термін «EDGE-species» можна перекласти як «наріжні види» (якщо розглядати акронім як слово) або як «еволюційно окремішні і глобально загрожені» (якщо перекладати зміст акроніму). Ключовий сайт — edgeofexistence.org [Архівовано 7 жовтня 2011 у Wayback Machine.]. Опис цього поняття є в англійській версії вікіпедії.

### Вершина переліку безхребетних
Вершину переліку загрожених видів безхребетних тварин, поширених на території Луганщини, складають:
- Тетрамеза пунктирована[3] — Tetramesa punctata Zerova, 1965 (ряд Перетинчастокрилі): 2 знахідки на Луганщині (поза — немає)
- Галикт луганський (Halictus luganicus) (ряд Перетинчастокрилі): 1 знахідка на Луганщині (поза — немає).

### Вершина переліку хребетних
Вершину переліку загрожених видів хребетних тварин, поширених на території Луганщини, становлять такі 9 видів (в систематичному порядку):
- Ялець Данилевського — Leuciscus danilewskii Kessler, 1877
- Підуст волзький[4] — Chondrostoma variabile Jakovlev, 1870 (ряд Коропоподібні): 3 знахідки на Луганщині (поза — 2 на Харківщині)
- Щипавка сибірська — Cobitis melanoleuca Nichols, 1925 (ряд Коропоподібні): 3 знахідки на Луганщині (поза — 3 на Харківщині)
- Полоз візерунковий — Elaphe dione (Pallas, 1773) (ряд Полозоподібні): 20 знахідок на Луганщині (поза — 11 на Донеччині)
- Яструб коротконогий — Accipiter brevipes (Severtzov, 1850) (ряд Соколоподібні): 5 знахідок на Луганщині (поза — немає)
- Пугач звичайний — Bubo bubo (Linnaeus, 1758) (ряд Совоподібні): суцільна заливка карти на Луганщині (поза — 12 окремих знахідок в інших 8 областях)
- Мишівка донська — Sicista strandi Formosov, 1931 (ряд Мишоподібні): 5 знахідок на Луганщині (поза — 2 знахідки на Харківщині)
- Мишівка темна — Sicista severtzovi Ognev, 1935 (ряд Мишоподібні): 4 знахідки на Луганщині (поза — 2 знахідки на Харківщині)
- Лис корсак — Vulpes corsac Linnaeus, 1758 (ряд Псоподібні): 14 знахідок на Луганщині (поза — тільки давні 3 знахідки, 1 на Полтавщині і 2 на Запоріжжі).

### Види, близькі до цього статусу

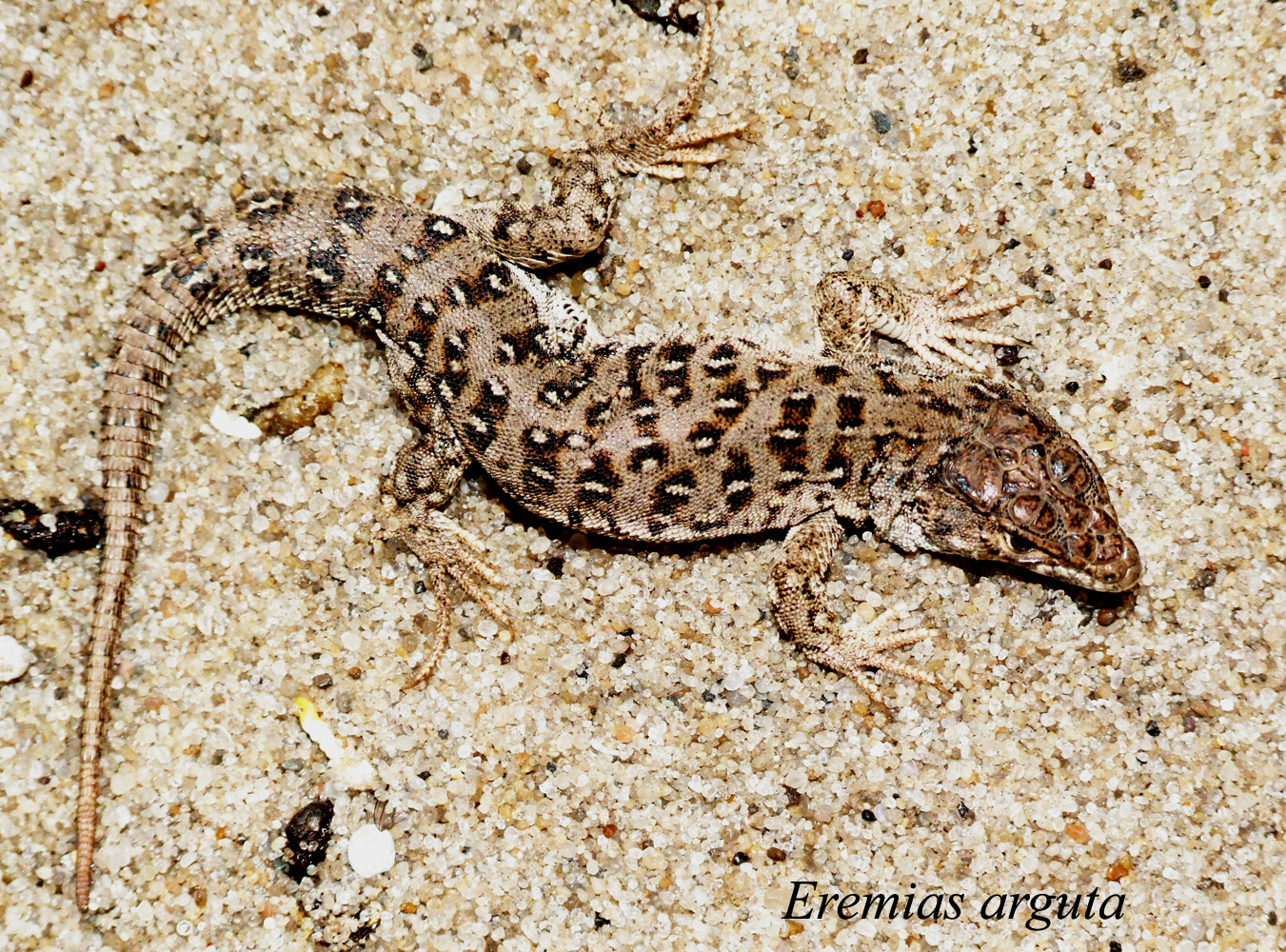
Ящурка піщана (Eremias arguta)

До числа раритетних видів цієї групи (EDGE-види) також відноситься кілька видів, які з різних причин не отримали охоронного статусу згідно з останнім виданням ЧКУ:
- Бабак степовий (Marmota bobak) — поширений в Україні тільки на північному сході (поза регіоном є тільки штучно створені популяції); не включений до ЧКУ через мисливський статус;
- Пергач донецький (Eptesicus lobatus) — відомий тільки зі сходу України, описаний з окол. Луганська лише 2009 року;
- Ящурка піщана (Eremias arguta) — поширений в Україні переважно у приморських регіонах і вздовж великих річок; на Луганщині — одна з найпотужніших популяцій, що збереглася на піщаних аренах Придінців'я; вид включений до регіонального червоного списку[5].

## Регіональний червоний список (РЧС)
На сьогодні в Луганській області діє РЧС хребетних, розроблений Лабораторією екології тварин та біогеографії (Лабораторія "Корсак") за участі фахівців з інших установ. Поточна (друга) версія цього списку затверджена Рішенням обласної ради № 2/26 від 30.12.2010 р.
У цьому переліку представлено така кількість видів:
- Променепері — Actinopterygii — 12 видів
- Земноводні — Amphibia — 5 видів
- Плазуни — Reptilia — 3 види
- Птахи — Aves — 39 видів
- Ссавці — Mammalia — 8 видів.

Ця друга версія є помітно меншою (67 видів) за обсягом порівняно з попередньою версією 2007 року (було 100 видів). Це пов'язано з новим виданням ЧКУ (2009) та з тим, що до РЧС включають види, відсутні у національному червоному переліку. Після видання ЧКУ 2009 року з регіонального червоного списку вилучено 54 види і додано 21 вид.

## Джерела

Палітурка книги «Раритетна фауна Луганщини: хребетні першочергової уваги» (2014)